# Festuca ovina
La festuca de les ovelles (Festuca ovina) és una espècie d'herba gramínia utilitzada com a planta farratgera i ocasionalment com ornamental.

## Noms populars
auró, fenal, fenals, fenàs, festuca, gestuca ovina, gespet, llistó, segaliva, llispet, xispet.

## Descripció i hàbitat
És una planta perenne que fa de 20 a 45 cm d'alt. Forma tofes aïllades, gairebé esfèriques, molt denses. Les seves fulles són de color verd-grisenc i té moltes tiges. Es considera que és molt resistent a la secada i ales baixes temperatures. De vegades es troba en torberes àcides (per exemple a Escòcia) i en pastures de zones de muntanya a tot Europa (amb l'excepció d'alguns llocs de la conca mediterrània) i cap a l'est a gran part d'Àsia. Ha estat introduïda a Amèrica del Nord.
De vegades s'ha fet servir en la gespa, ja que és una espècie relativament tolerant a la secada.
Encara que creix en sòls pobres necessita sòls ben drenats
Els cultivars ornamentals de festuca ovina tenen les fulles de color més vistosos.

## Fotos

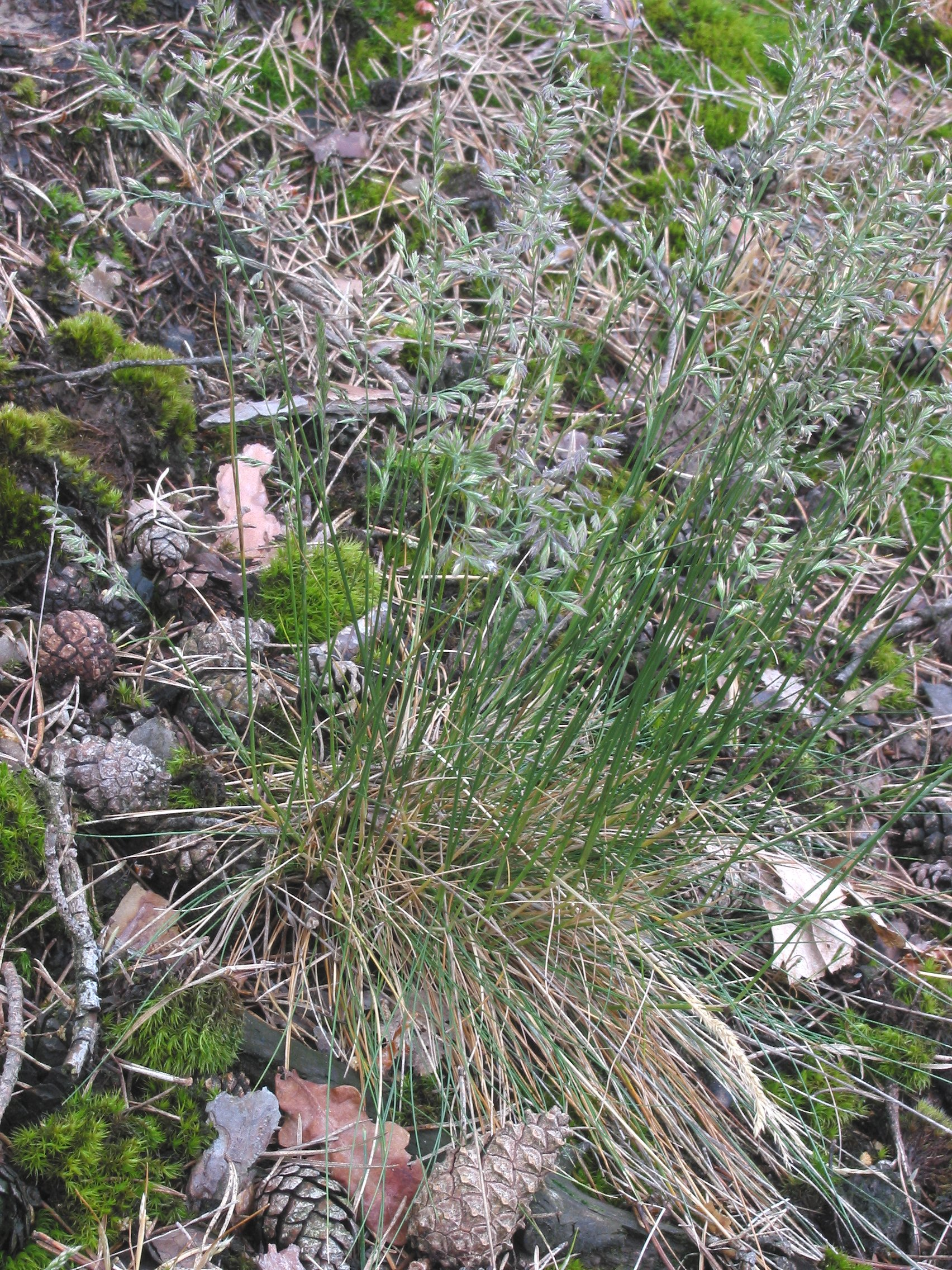
Festuca ovina subsp. hirtula, plantes
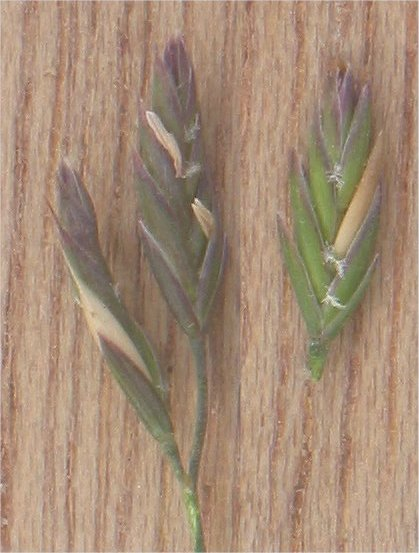
Festuca ovina subsp. hirtula, espícules
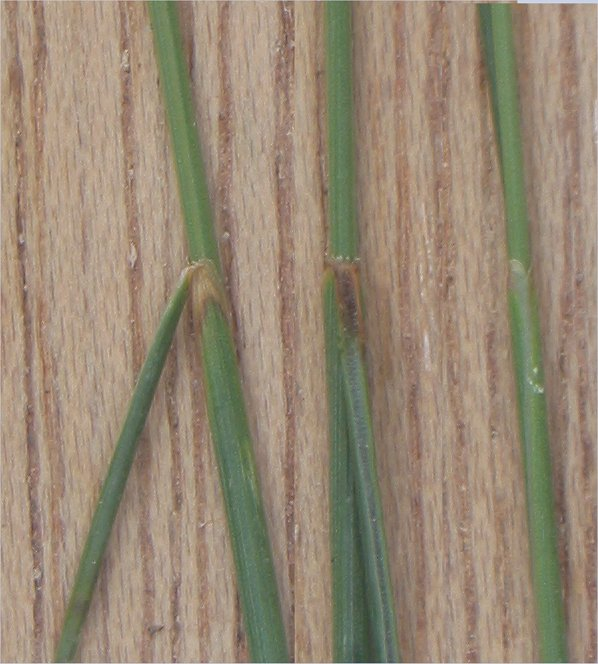
Festuca ovina subsp. hirtula, lígula

## Imatges

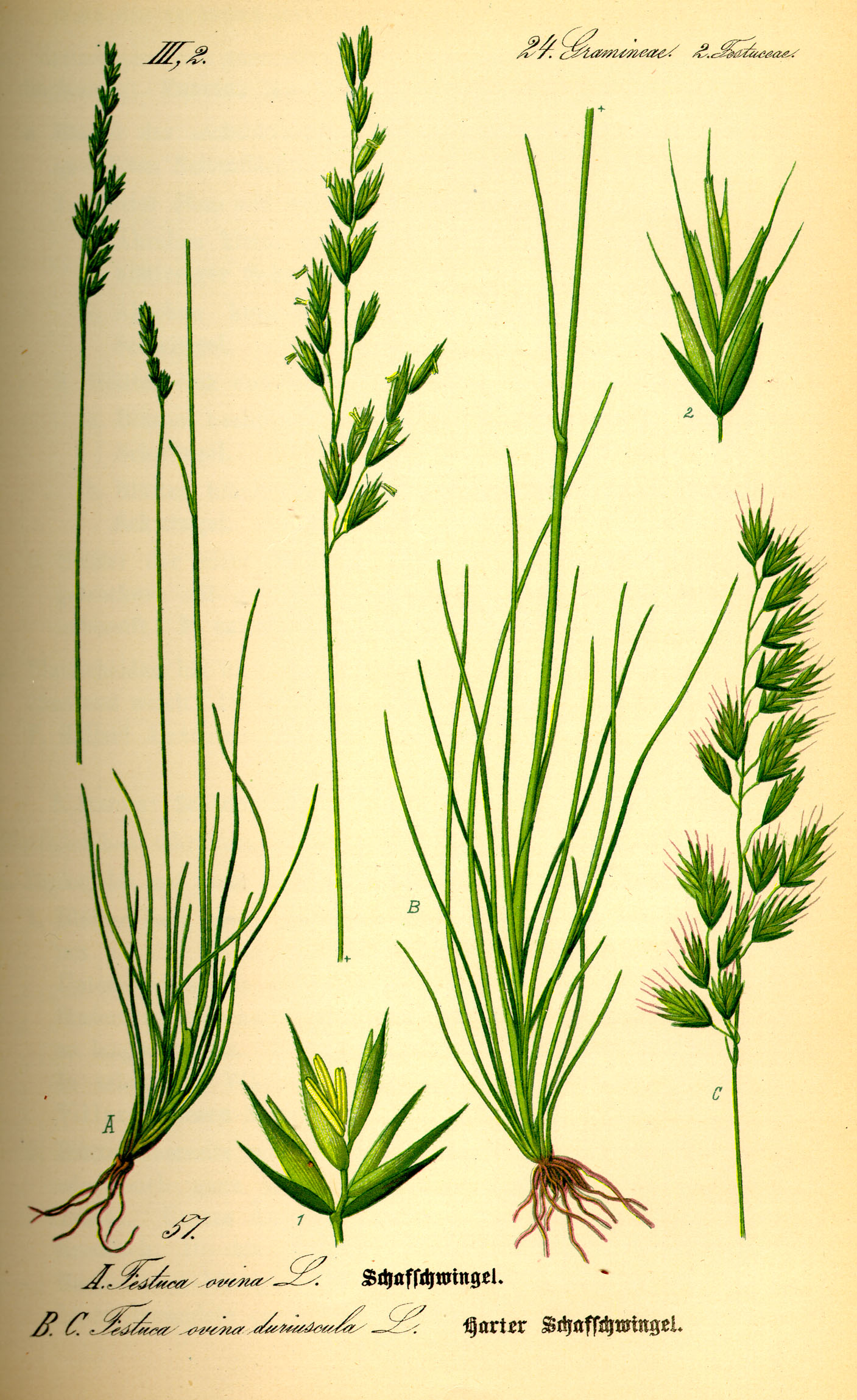
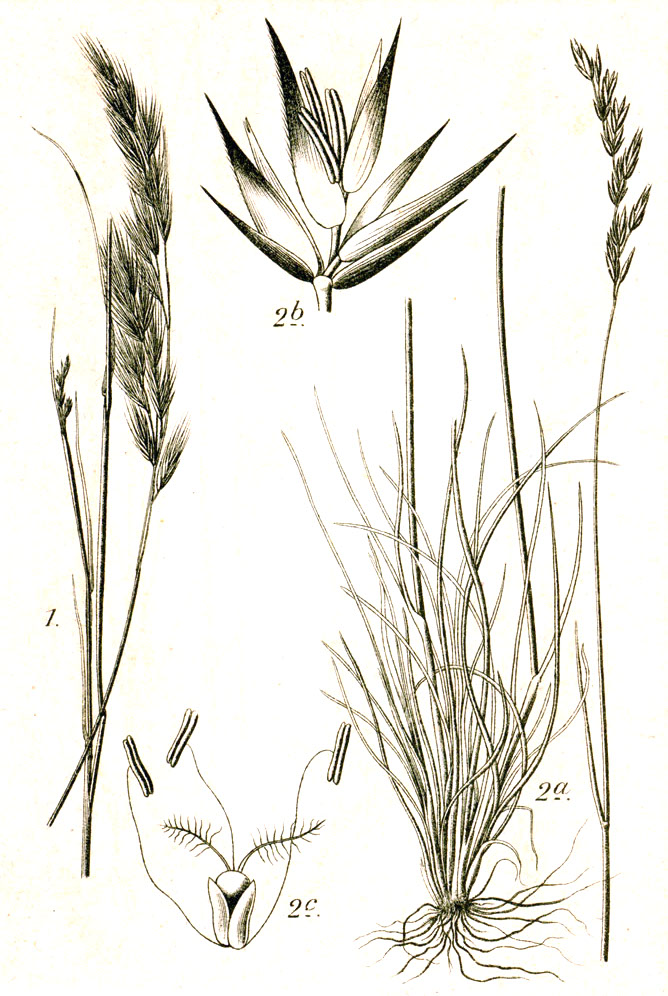